# 글래스고 현상

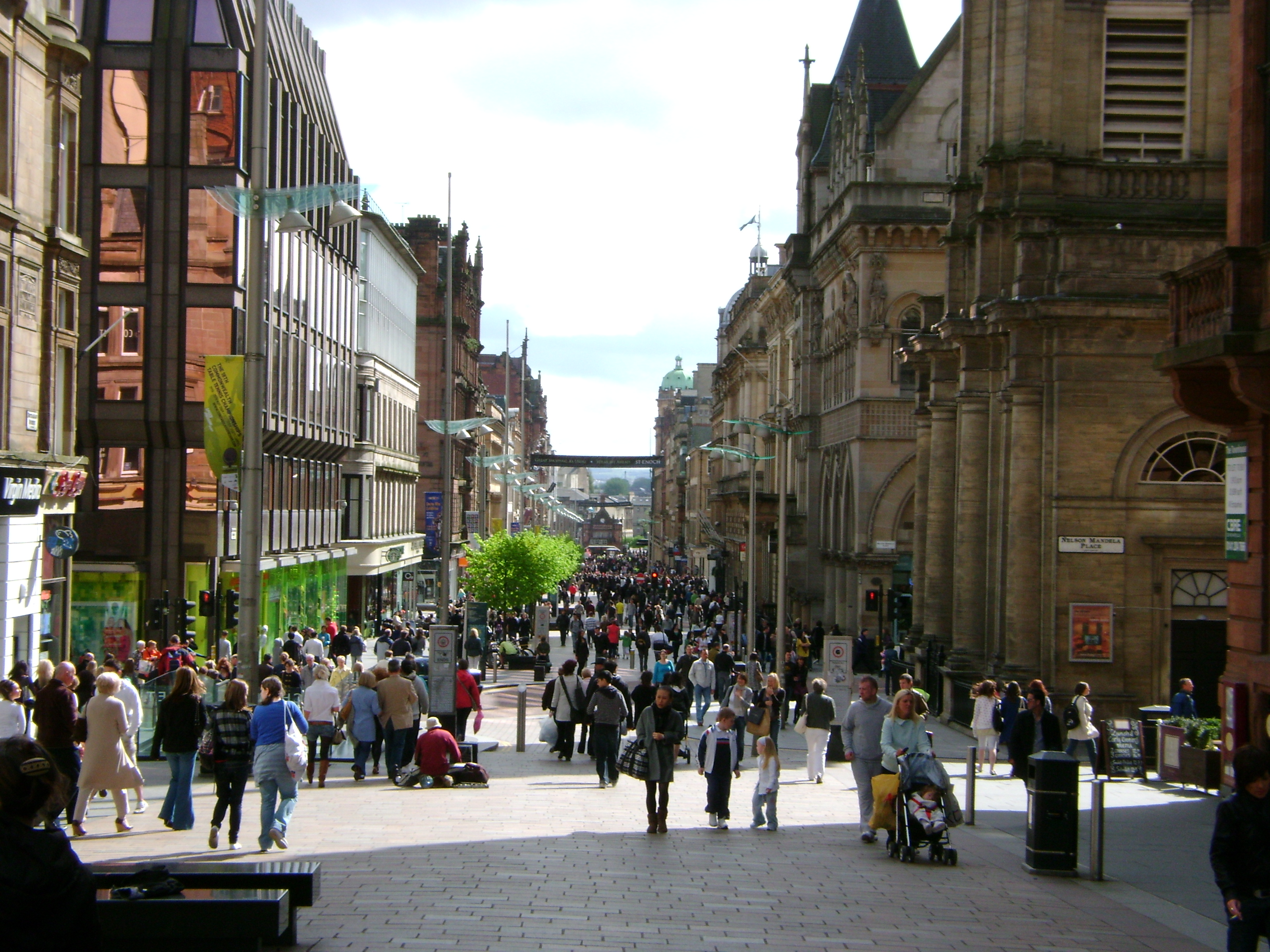
글래스고 시내 중심가의 쇼핑 거리 중의 하나인 뷰캐넌 거리

글래스고 현상이란 유럽과 다른 영국 지역과 비교할 때 스코틀랜드 글래스고에 거주하는 주민의 나쁜 건강 상태 낮은 기대수명을 말한다.  "빈곤 통제 후 스코틀랜드 서부지역(글래스고)에 급증한 사망률"로 규정하면서 글래스고 현상은 "스코틀랜드 현상"의 일부분이 되었다. 다른 유럽 국가에 비해 스코틀랜드는 국가적으로 건강 불균형 문제가 심각한데 "유럽의 병자"라고 불릴 정도다. 글래스고에서 그 차이가 가장 크다.
저소득의 정도가 낙후한 보건과 짧은 기대수명과 관련이 있음에도 전염병학자가 주장하는 바는 글래스고에서 발견되는 차이를 설명하는 인자는 빈곤뿐만이 아니라는 점이다.  빈곤이 동일한 지역들인 리버풀이나 맨체스터는 더 높은 기대수명을 기록하고 글래스고 인구의 경제력 상위 10퍼센트는 다른 도시의 기대수명보다 낮다. 글래스고의 4명 중 1명은 65세가 되기 전에 사망한다.
몇 가설이 제시되어 질병의 원인을 설명하는데 1960년대와 70년대에 "비정상인 자"들을 줄이려 글래스고 뉴타운 청년 숙련 노동자를 위한 사회주택을 공급하려는 시도가 그 원인 중 하나이다.  다른 이들은 잦은 조산아, 신생아의 낮은 몸무게, 오염된 토양 버려진 땅의 비율로 역산업화가 이루어졌고 다른 도시와 비교할 때 낙후한 공공지원주택, 종파주의, 낮은 사회적 계층이동, 단물, 비타민 D 부족, 추운 겨울, 높은 빈곤률 등, 어린시절 부정적인 기억과 어린이가 겪는 평균 이상의 스트레스와 사회적 고립을 원인으로 지적한다.

## 과도한 사망률과 질병률

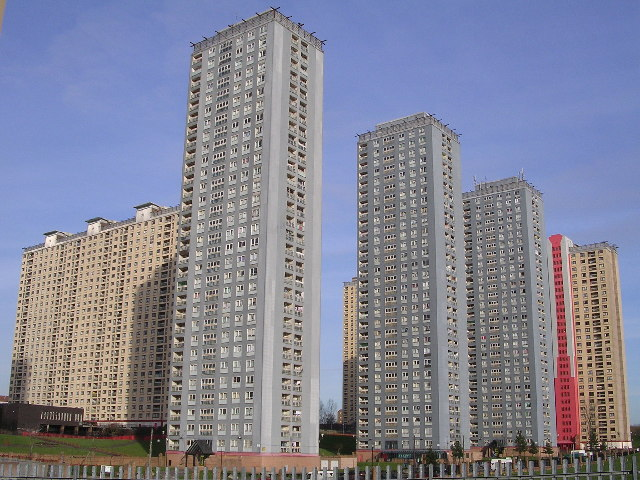
2015년 9월 Springburn의 Red Road Flats는 철거됐다.

사망률의 차이는 1950년까지는 나타나지 않다가 1970년대가 되고서 확대되는 모습을 보였다. 2012년 이코노미스트에서는 "클라이드강의 유독 기체가 상승하여 수면중에 글래스고 주민들의 폐에 차오르는 것과 같다."고 썼다.
사망률은 유럽을 통틀어 그리고 영국에서 가장 높았다. 2016년에는 스코틀랜드의 기대수명이 여성과 남성 양쪽에서 서부 유럽 어느곳보다 낮았으며 유럽 서부의 다른 나라처럼 개선이 빠르지도 않았다. 글래스고의 인구는 약 120만명이며 남성의 기대수명은 71.6세로 영국의 평균수명인 78.2세보다 7년 낮고 여성의 경우 78세로 평균 82.3세보두 4세 이상 낮다.

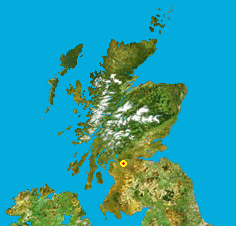
스코틀랜드에 위치한 글래스고. Greater Glasgow.

2008년 세계 보건 기구에 따르면 당시 글래스고 칼튼에서 남아 신생아의 기대수명은 54세였다. 그 지역 의사는 술과 약물의 남용과 위험한 갱 문화 때문이라고 한다. 2015년 공공 보건 센터 글래스고의 브루스 화이트(Bruce Whyte)는 1999년-2002년 한 지역에 성인 2,500명이 사망했다고 기록되었는데 술, 약물을 촉진하고 정신건강에 악역향을 끼친 호스텔 때문이라고 한다. 2008-2012년 기록에 호스텔이 더 적고 윤리성이 다양한 칼튼(Calton)과 브리지턴(Bridgeton) 양측 모두 남성의 평균 수명은 67.8세 여성은 76.6세였다.
2010년 글래스고 공공보건센터의 데이비드 왈쉬(David Walsh)가 이끄는 연구팀은 글래스고, 리버풀, 맨체스터의 빈곤률이 거의 일치하나 인구 대부분에 걸쳐 글래스고의 조산아 사망은 30퍼센트가 높고 사망률은 15퍼센트가 높다고 결론지었다. 술, 약물, 폭행사건, 자살 사건과 더불어 호홉기 질환, 심혈관 질병과 암, 뇌졸중으로 사망률이 치솟았다. 2016년의 연구에 따르면 성인의 43퍼센트가 장애가 있거나 만성적인 질병을 앓는 것으로 나타났다. 자살률은 1968년보다 높았고 15-44세 그룹에서 기록된 모든 종류의 사망률은 100,000명중 142.4명 꼴이 사망했다. 2006년과 2016년 사이에 스코틀랜드에서 약물과 관련된 사망은 두배가 넘었다.

## 가설

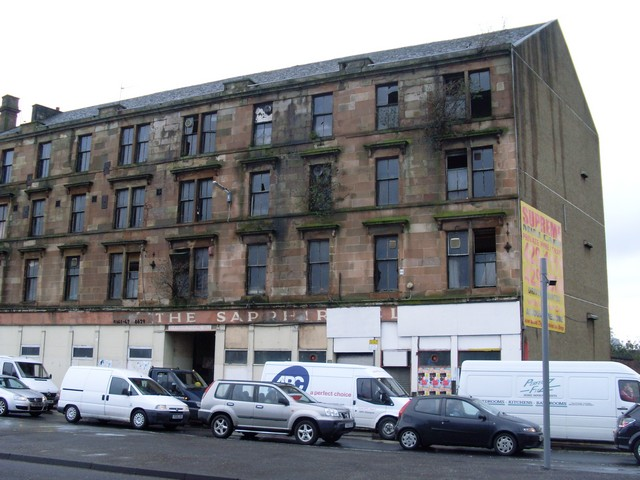
페이즐리 도로 서쪽에 방치된 공동 주택. 지금은 철거됐다.

글래스고 공공보건센터(GCPH)는 2004년에 설립해 글래스고에서 질병의 원인을 연구한다. NHS Greater Glasgow and Clyde와 글래스고 시의회, 글래스고 대학은 모두 센터의 파트너이다. 글래스고 공공보건센터를 소개하는 지면에서 스코틀랜드 의료총책임자인 해리 번스(Harry Burns)가 어린아이에게 스트레스 반응이 만성적으로 활성화되면 뇌의 전두엽부분 구조에 영향을 주고 스트레스의 신체적 반응을 결정하여 만성적인 질병을 유발한다는 연구를 언급했다. 삶을 통제하는 느낌과 환경이 위험한지 도움되는지 인식하느냐에 따라 건강해지는 신체능력이 어느정도는 바뀐다고 알린다.
2016년에 글래스고 공공보건센터 연구결과가 나왔는데 어떤 역사적인 과정과 정치적인 결정으로 도시 주민의 건강악화에 영향을 많이 준다는 연구결과를 내었다. 1960년대와 70년대의 글래스고 외곽 뉴타운에 청년 숙련 노동자를 위한 사회주택을 공급하려는 이전의 시도와 인구과밀화로 인한 "지연효과"가 원인으로 소개된다. 이에 따르면 1971년 정부의 문서에서 "매우 높은 노인과 소득이 없거나 극빈자들로 이루어진 비정상적인 인구"가 줄어들어야 한다고 경고한다.

다른 가설로는 잦은 조산아, 신생아의 낮은 몸무게 크로뮴 따위로 오염된 토양, 버려진 땅의 비율이 "부정적인 물리적 환경"을 조성하였고 비교 도시들에 비해 많이 발생한 역산업화와 낙후된 부동산이 있다. 사회적 고립과 사회적 역기능을 하는 종파주의 같은 자원들도 지목된다. 낮은 "긴밀감", 낮은 사회적 자본, 사회적 계층이동의 부족과 고립과 낙관적인 성향이 원인이라고도 한다. 겨울이 되어 (마그네슘과 칼슘이 적은게 함유된) 단물이 원인일 수도 있다고도 하고 비타민 D 부족 혹은 다른 원인보다 높은 빈곤률, 어린시절의 부정적인 기억이 원인이라고도 한다.

## 같이 보기
- Salutogenesis

## 내용주
1. ↑  This was based on "pooled data 1998-2002 (Hanlon, Walsh & Whyte, 2006)".[18][19][4]

## 참고 문헌
- Craig, Carol (2010). The Tears that Made the Clyde: Well-being in Glasgow. Argyll: Argyll Publishing.
- Craig, Carol (2017). Hiding in Plain Sight: Exploring Scotland's Ill Health. Paisley: CCWB Press.
- Gray, Linsay; Leyland, Alastair H. (2009). “Is the 'Glasgow effect' of cigarette smoking explained by socio-economic status?: A multilevel analysis”. 《BMC Public Health》 9: 245. doi:10.1186/1471-2458-9-245. PMC 2728716. PMID 19615067.
- Levin, K. A. (2012). “Glasgow smiles better: An examination of adolescent mental well-being and the 'Glasgow effect'”. 《Public Health》 126 (2): 96–103. doi:10.1016/j.puhe.2011.10.010. PMID 22192383.
- McCartney, Gerry; Shipley, Martin; Hart, Carole;  외. (2012). “Why Do Males in Scotland Die Younger than Those in England? Evidence from Three Prospective Cohort Studies”. 《PLoS ONE》 7 (7): e38860. doi:10.1371/journal.pone.0038860. PMC 3394776. PMID 22808017.
- McEwen, Bruce S. (2008년 4월 7일). “Central effects of stress hormones in health and disease: understanding the protective and damaging effects of stress and stress mediators”. 《European Journal of Pharmacology》 583 (2–3): 174–185. doi:10.1016/j.ejphar.2007.11.071. PMC 2474765. PMID 18282566.